# Christian Braxer

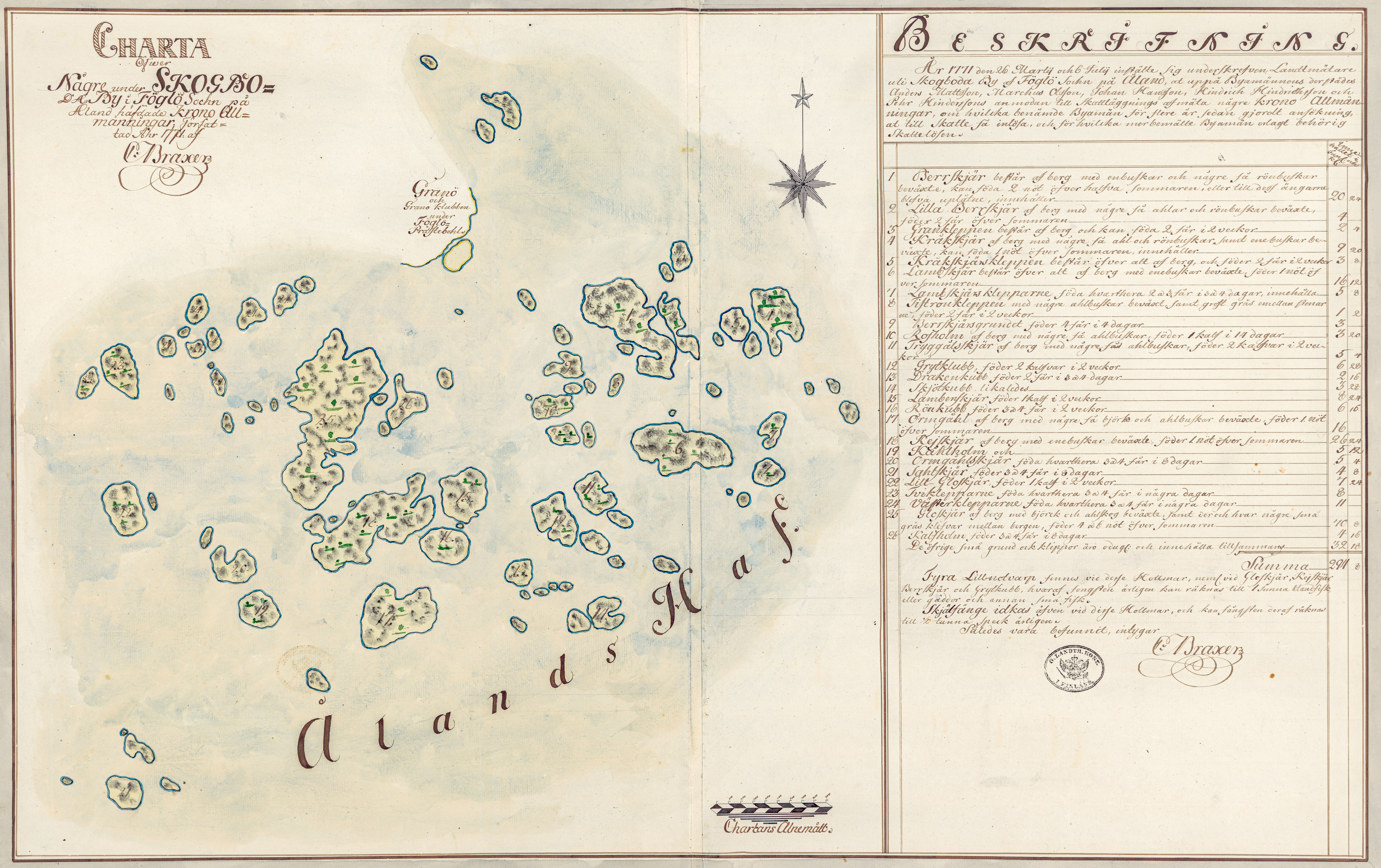
Ett exempel på en karta upprättad av Christian Braxer. Den är daterad 1771 och visar Gloskärsarkipelagen, de kronoholmar som bönderna i Skogboda i Föglö löste in i början av 1770-talet. Riksarkivet, Helsingfors.

Christian Braxer, född 9 januari 1738, död 23 juli 1784, var en finländsk lantmätare. 

## Studier och yrkesbana
Christian Braxer var 1755–1756 elev vid Åbo katedralskola, blev 1756 student i Åbo och tog lantmätarexamen 1761. Han var sedan vikarierande lantmätare på Åland och i Åbo län innan han 1769 fick tjänsten som extra ordinarie lantmätare på Åland efter Anders Norrstedt som samma år blev landsfiskal på Åland.
Braxer var åtminstone åren 1762–1777 verksam som lantmätare på Åland och upprättade skattläggningskartor över åtskilliga byar, båda på fasta Åland och i skärgården, exempelvis 1762 Norrboda i Lumparland, 1762 Sottunga, 1763 Finby i Sund, 1763 Kulla i Sund, 1764 Ytternäs i Jomala, 1764 Övernäs i Jomala, 1764 Finnö i Sottunga, 1765 Lemöte i Lemland, 1765 Nåtö i Lemland, 1765–66 Svinö i Lumparland, 1766 Ytterby i Jomala, 1766 Bartsgårda i Finström, 1767–68 Kallsö i Föglö, 1768 Stentorpa i Föglö, 1768 Finströms prästgård, 1768 Snäckö i Geta, 1769 Flaka i Lemland, 1769 Västeränga i Lemland, 1771 Skogboda i Föglö (Gloskär), 1772 Enklinge i Kumlinge, 1772–74 Kumlingeby i Kumlinge, 1773 Seglinge i Kumlinge, 1774 Klovskär (Södra udden) i Föglö, 1774–75 Björby i Sund, 1775 Prästö i Vårdö, 1776–77 Gunnarsby i Sund och 1776–77 Jussböle i Sund.
Braxer var omkring 1772–76 ägare till halva skattehemmanet Ryssböle i Saltvik på Åland.  Han flyttade sedan till Åbo. Han avled (sannolikt under en förrättning) i Nykyrko (nuvarande Kaland) vid Nystad. Dödsorsaken var "hetsig feber".

## Familj
Christian Braxer var son till kyrkoherden i Esbo, Johan Braxer (död 1742), och hans hustru Sara Margareta Grundström (död 1801), som efter makens död gifte om sig med komminister Jakob Ross (1711–1779) i Jomala på Åland. Han hade en helsyster, Christina Braxer (född 1739), som var gift med kronolänsmannen Erik Ekström (1694–1780) i Finström på Åland, och ett flertal halvsyskon. Christian Braxer gifte sig 1768 med Eva Maria Backman (1743–1806), dotter till kyrkoherden i Föglö, Andreas Backman (1689–1757) och hans hustru Hedvig Stålbom (1708–1767). Makarna hade inga barn.